# Tajemství
Tajemství (El secret) és una òpera còmica en tres actes de Bedřich Smetana. El llibret, en txec, va ser escrit per Elišca Krásnohorská. La seva estrena va tenir lloc el 18 de setembre de 1878 al Nou Teatre Txec de Praga.

## Personatges
| Paper                   | Tessitura | Repartiment en l'estrena, 18 de setembre de 1878 (Director: Adolf Cech) |
| ----------------------- | --------- | ----------------------------------------------------------------------- |
| Blaženka                | soprano   | Marie Zofie Sittová                                                     |
| Bonifác                 | baix      | František Mareš                                                         |
| Vit                     | tenor     | Antonín Vávra                                                           |
| Kalina                  | baríton   | Josef Lev                                                               |
| Panna Roza              | contralto | Betty Fibichová                                                         |
| Malina                  | baix      | Karel Cech                                                              |
| Skřivánek               | tenor     | Adolf Krössing                                                          |
| Jirka                   | tenor     | Jan Sára                                                                |
| El fantasma de Barnabáš | baix      | Ferdinand Koubek                                                        |
| Un empresari            | baríton   | Leopold Stopniockÿ                                                      |
| L'hostelera             | soprano   | Marzová                                                                 |

## Discografia
- 1982, Zdeněk Košler (director), Cor i Orquestra del Teatre Nacional de Praga; Jaroslav Horáček, Václav Zítek, Věra Soukupová, Daniela Šounová, Leo Marian Vodičca, Karel Průša, Oldřich Spisar, Bohuslav Maršík, Eva Hlobilová, Alfréd Hampel, Pavel Horáček